# Ødegaard
Ødegaard ist ein norwegischer Familienname. Varianten des Namens sind unter anderem Ødegård und Odegaard.

## Namensträger
- Alexander Ødegaard (* 1980), norwegischer Fußballspieler
- Hans Petter Ødegård (* 1959), norwegischer Radrennfahrer
- Ingrid Ødegård (* 1983), norwegische Handballspielerin
- Joacim Ødegård Bjøreng (* 1995), norwegischer Skispringer
- Knut Jørgen Røed Ødegaard (* 1966), norwegischer Astrophysiker
- Martin Ødegaard (* 1998), norwegischer Fußballspieler
- Niels Ødegaard (1892–1976), norwegischer Erzieher, Verleger und Politiker
- Per Ødegaard († 2014), norwegischer Eisschnellläufer und Radrennfahrer
- Reidar Ødegaard (1901–1972), norwegischer Skilangläufer
- Unni Ødegård (* 1974), norwegische Skilangläuferin